# Belle fête de la vallée

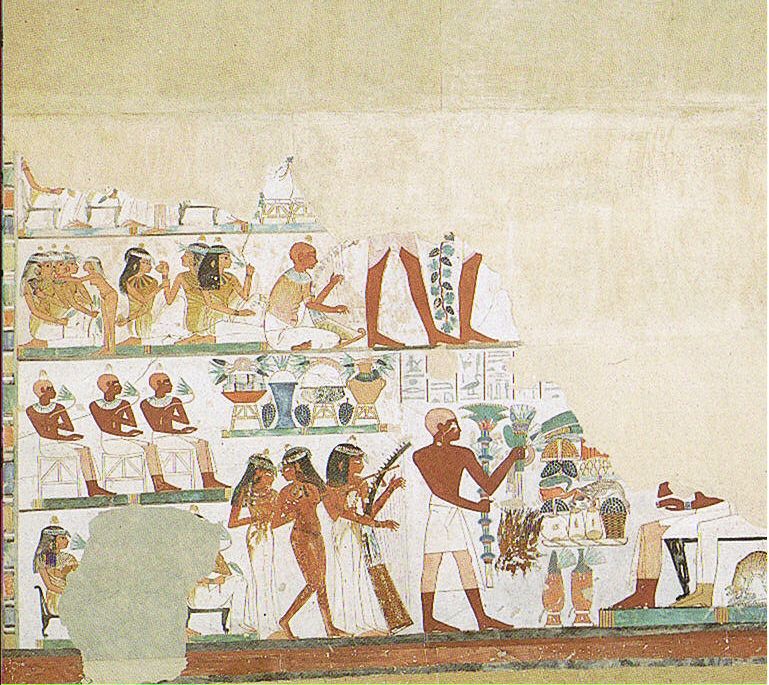
La « Belle fête de la vallée » dans la tombe de Nakht

La Belle fête de la vallée est une cérémonie de l'Égypte antique célébrée chaque année à Thèbes à partir du Moyen Empire.
Lors de cette fête, les barques sacrées d'Amon-Rê, sa parèdre Mout et son fils Khonsou quittent le temple de Karnak pour visiter les temples funéraires des rois défunts sur la rive ouest du Nil et leurs sanctuaires dans la nécropole thébaine.

## Célébration
La belle fête de la vallée, (heb nefer en inet en égyptien), est une célébration des morts. Elle pourrait être plus ancienne que la fête d'Opet car elle remonte au Moyen Empire. Elle est organisée en souvenir des morts dès le début du Moyen Empire. Cependant, lorsqu'elle a été associée à la fête d'Opet, la procession sacrée est devenue l'événement principal du calendrier liturgique de Thèbes. La fête annuelle se tenait à la nouvelle lune du deuxième mois, soit à la saison estivale, (Chémou) le 10e mois d'un calendrier qui en compte douze. Sous son règne, Hatchepsout organisait à la fois la fête d'Opet et la belle fête de la vallée d'Amon.
Il y a une grande procession au début du festival qui peut durer plusieurs jours. C'est une occasion colorée et joyeuse pour les habitants de Thèbes. La procession est conduite par Amon, de l'Est (soleil levant, nouvelle vie, la direction des vivants) à l'Ouest (soleil couchant, terre des morts). Une statue ou une image d'Amon, décorée d'un large collier et d'un disque solaire, est conduite par des prêtres sur le Nil dans un bateau ou une barque de cérémonie. Cette barque est ensuite placée dans un navire appelé du nom de la déesse Ouseret, recouvert d'or et de matériaux précieux. Cet Ouserhet est suivi par des bateaux pour Mout et Khonsou, formant ainsi la triade thébaine. La procession se dirige vers le temple des millions d'années du roi où les habitants sacrifient de la nourriture et des boissons ainsi que des fleurs à la flottille de bateaux. De grandes quantités de fleurs sont présentées, car la croyance égyptienne veut que les fleurs se remplissent de l'essence de la divinité. Les habitants portent ensuite ces fleurs sur les tombes de leurs proches pour leur rendre hommage et s'assurer du réveil de l'esprit du défunt. Ils boivent et dorment sur les tombes des défunts, car différents niveaux de conscience bénissaient les morts et les rapprochaient de Dieu. La châsse d'Amon est apportée dans le Djéser-djéserou pour réaffirmer le lien entre le roi des dieux et le roi du peuple.